# Shirin Ebadi
Shirin Ebadi, född 21 juni 1947 i Hamadan, Iran, är en iransk advokat, domare, föreläsare, författare och aktivist.
Hon mottog Nobels fredspris år 2003 för sitt arbete för kvinnors och barns mänskliga rättigheter. Hon var även den första iranska personen samt den första muslimska kvinnan som vann priset. I motiveringen från den norska Nobelkommittén sägs bland annat: "Som advokat, domare, föreläsare, författare och aktivist har hennes röst hörts klar och stark i Iran och långt utöver hemlandet. Hon har stått fram med yrkesmässig tyngd, stort mod och hon har trotsat fara." Hon var den elfte kvinnan som fick fredspriset.

## Biografi
Shirin Ebadi växte upp i en familj som värderade utbildning och uppmuntrade alla barnen, både flickor och pojkar, att fortsätta studera. Ebadi tog sin juristexamen vid Teherans universitet 1968 och installerades som Irans första kvinnliga domare 1969. 1971 doktorerade hon i familjerätt vid Teherans universitet. 1974 blev hon president för Teherans stadsdomstol.
Shirin Ebadi och andra kvinnliga domare tvingades lämna sitt ämbete vid den iranska revolutionen 1979. Konservativa religiösa hävdade att islam förbjuder kvinnor att bli domare. Regimen i Iran stämplade henne som ett hot mot det islamiska styret i landet. Efter åratals kamp kunde hon till slut öppna en privat advokatbyrå 1992. Med islam som sin andliga kraftkälla propagerar Ebadi för fredliga lösningar på sociala problem och företräder ett nytt sätt att se på tillämpningen av islamiska principer och praktiker i dagens värld. Shirin Ebadi är alltså praktiserande muslim, men menar att det inte finns någon motsättning mellan islam och de demokratiska idealen eller grundläggande mänskliga rättigheter.
2001 var Ebadi med och grundade Centrum för Mänskliga Rättigheter i Iran.
År 2001 fick hon Raftopriset för sin kamp för mänskliga rättigheter och demokrati i Iran. 1996 fick hon Human Rights Watch-priset för mänskliga rättigheter och en legal reform i Iran. Shirin Ebadi har även besökt Sverige. 
I november 2009 blev Ebadis nobelmedalj och diplom konfiskerade av iranska myndigheter tillsammans med andra av hennes tillhörigheter. Det var också året hon lämnade Iran. Ebadi säger, att hon skulle återvända till Iran om hon kunde återuppta sitt arbete för mänskliga rättigheter där. I exil "försöker jag vara en röst för alla de iranier som är ansiktslösa, trakasserade och censurerade".
Ebadi har skrivit många böcker och artiklar om mänskliga rättigheter.

## Böcker (urval)
Iran Awakening, 2006. Boken skildrar Ebadis uppväxt i en kärleksfull, okonventionell familj. Hon berättar om sitt äktenskap och om sin religiösa tro,  om sitt liv som mor och som advokat och förkämpe för mänskliga rättigheter under en förtryckande regim.
Until we are free, 2016. Här fortsätter Ebadi berätta om sin kamp för mänskliga rättigheter. Detta trots en alltmer förtryckande regim som buggar hennes telefon och kontor, griper hennes dotter och arresterar hennes syster på falska anklagelser. Regimen tar ifrån henne allt, hennes äktenskap, kollegor, vänner, karriär, till och med nobelpriset. Det enda den inte kan ta ifrån henne är drivet att kämpa för rättvisa och en bättre framtid.